# Parc Tiohtià:ke Otsira'kéhne
Le parc Tiohtià:ke Otsira'kéhne est un espace vert sur la colline d'Outremont du mont Royal à Montréal. Le parc borde les arrondissements d'Outremont et de Côte-des-Neiges-Notre-Dame-de-Grâce et est situé entre le campus principal de l'Université de Montréal et des cimetières de la montagne, les cimetières du Mont-Royal et  Notre-Dame-des-Neiges,,.

## Toponymie
Depuis 2017, il porte un nom mohawk, qui se prononce « djodjâgué otchira'guéné », choisie par les trois communautés mohawks de la région de Montréal, soit Kahnawake, Kanesatake et Akwesasne. Elle signifie « autour du feu, sur l'île où le groupe se sépare »,.